# Сокол (Владимирская область)
Со́кол — посёлок в Суздальском районе Владимирской области России, входит в состав Боголюбовского сельского поселения.

## География
Посёлок расположен на левом берегу реки Нерль в 9 км на север от центра поселения посёлка Боголюбово и в 13 км к северо-востоку от Владимира.

## История
Военный городок «Сокол» и аэродром, на котором базировалась истребительная авиация, был построен после Великой Отечественной войны в основном военнопленными немцами. С появлением реактивных самолётов МиГ-15, Миг-17 аэродром перестал отвечать требованиям, и полк был расформирован. Позднее, при формировании в июле 1978 года на аэродроме «Добрынское» 337-го Отдельного Вертолётного Полка, посёлок Сокол вошёл в состав Лемешенского сельского совета.
В 1988 году в посёлке создана Сокольская средняя школа.
С 2005 года — посёлок в составе Боголюбовского сельского поселения.

## Население
| 2002 | 2010  | 2021  |
| ---- | ----- | ----- |
| 1865 | ↘1486 | →1486 |

## Инфраструктура
В посёлке имеются Сокольская средняя общеобразовательная школа, детская школа искусств, фельдшерско-акушерский пункт, отделение федеральной почтовой связи.